# Roupa Nova
Roupa Nova è un gruppo musicale brasiliano pop rock formato da sei elementi, attivo dal 1980, che ha fondato anche un'etichetta discografica (la Roupa Nova Music). Leader e voce principale del gruppo, fondato nel 1970, è il batterista Serginho Herval. 

## Storia
La formazione ha venduto in carriera circa 10 milioni di dischi nel mondo, piazzando almeno 10 canzoni in testa alle classifiche brasiliane dei singoli più venduti.
I Roupa Nova hanno firmato la colonna sonora di molte telenovelas di successo quali Um Sonho a Mais (che li vede anche apparire nella sua "abertura"), Corpo Santo, Roque Santeiro, A Viagem. Hanno duettato con Milton Nascimento nella canzone Nos Bailes Da Vida. Un altro brano del gruppo, Videogame, è stato utilizzato per diversi anni come sigla del notiziario di Rede Manchete.
Il loro album Roupa Nova em Londre, registrato nel 2009 a Londra negli Abbey Road Studios, ha vinto il Grammy Latino nella categoria Miglior Album Pop.
Nel dicembre del 2020 uno dei membri, Paulinho, morì per un linfoma. Era anche risultato positivo al COVID-19.

## Componenti

### Membri attuali
- Serginho Herval (batteria e voce)
- Ricardo Feghali (tastiera e voce)
- Nando (basso e voce)
- Cleberson Horsth (tastiera, pianoforte e voce)
- Kiko (chitarra e voce)

### Ex membri
- Paulinho (percussioni e voce)

## Discografia
- 1981: Roupa Nova (1981)
- 1982: Roupa Nova (1982)
- 1983: Roupa Nova (1983)
- 1984: Roupa Nova (1984)
- 1985: Roupa Nova (1985)
- 1987: Herança
- 1988: Luz
- 1990: Frente e Versos
- 1991: Ao Vivo
- 1992: The Best en Español
- 1993: De Volta ao Começo
- 1994: Vida Vida
- 1995: Novela Hits
- 1996: 6/1
- 1997: Através dos Tempos
- 1999: Agora Sim
- 2001: Ouro de Minas
- 2004: RoupaAcústico (CD e DVD)
- 2006: RoupaAcústico 2 (CD e DVD)
- 2007: Natal Todo Dia
- 2008: 4U (For You)
- 2009: Roupa Nova em Londres (CD e DVD)
- 2010: Roupa Nova 30 Anos (CD e DVD)
- 2012: Cruzeiro Roupa Nova (CD e DVD)
- 2013: Roupa Nova Music Edição Especial de Luxo (5 DVDs + 1 Ep) - digipack